# Contea di Yarra Ranges
La contea di Yarra Ranges è una local government area che si trova nello Stato di Victoria. Si estende su una superficie di 2.469,9 chilometri quadrati e ha una popolazione di 144.541 abitanti. La sede del consiglio si trova a Lilydale.